# Bhalswa Jahangir Pur
Bhalswa Jahangir Pur é uma vila no distrito de North West, no estado indiano de Deli.

## Demografia
Segundo o censo de 2001, Bhalswa Jahangir Pur tinha uma população de 151 427 habitantes. Os indivíduos do sexo masculino constituem 55% da população e os do sexo feminino 45%. Bhalswa Jahangir Pur tem uma taxa de literacia de 59%, inferior à média nacional de 59,5%; a literacia é de 62% no sexo masculino e 38% no sexo feminino. 17% da população está abaixo dos 6 anos de idade.